# Cuba en una Encrucijada
Cuba en una Encrucijada, la Nueva Estrategia Estadounidense, es un informe detallado de la historia de Cuba, las relaciones entre Cuba y los Estados Unidos y una polémica en contra del embargo de Estados Unidos al comercio con Cuba. Escrito por el autor estadounidense Daniel Bruno (utilizando el seudónimo Daniel Bruno Sanz) y publicado en 2009 por Booksurge, una división de Amazon, la tesis del libro es que la presión externa para forzar el cambio en Cuba tiene el efecto de afianzar a los hermanos Castro en el poder y retrasar la evolución de la política cubana, una visión totalmente compartida por el profesor Serguéi Jrushchov, hijo del líder soviético Nikita Jrushchov.
"Cuba en la Encrucijada refleja la visión poco común de Daniel Bruno acerca del desarrollo de Cuba. Su libro es el primer análisis completo y detallado disponible acerca del contraproducente e inútil embargo de los EE.UU. a Cuba".
- Sergei Khrushchev
El Dr. Sergei Khrushchev es el hijo del fallecido Nikita Khrushchev, líder de la Unión Soviética desde 1956 hasta 1964, y cuya asistencia fue fundamental para la consolidación de la Revolución Cubana y el gobierno de Fidel Castro después de 1959.

## Contenido
Cuba en una Encrucijada, la Nueva Estrategia Estadounidense es uno de los relatos más detallados de las relaciones entre Cuba y los EE. UU. hasta la fecha e incluye una serie de anécdotas personales del autor. El libro no es un argumento en contra del embargo por razones humanitarias, del mismo modo que rechaza los argumentos a favor del embargo por causa de las violaciones de derechos humanos en Cuba.
La posición de Bruno es que el embargo de los Estados Unidos (también conocido como el bloqueo) ayuda sin quererlo al gobierno de Cuba para hacer cumplir las políticas impopulares en el país mediante la creación de un estado de emergencia permanente que vincula a todos los disidentes internos a la injerencia imperialista extranjera en los asuntos internos del país, fomentando simultáneamente que las mentes más brillantes de Cuba acepten la residencia automática y los beneficios de los Estados Unidos en lugar de permanecer en la isla, donde podrían influir en el resultado de los acontecimientos.
La evidencia circunstancial y las revelaciones posteriores de WikiLeaks parecen apoyar la afirmación de Bruno en cuanto a que el gobierno de Cuba está llevando a cabo una política de mantener la economía cerrada. El embargo de los Estados Unidos favorece aún más este objetivo.
En resumen, Bruno argumenta que Fidel Castro es el resultado de un nacionalismo cubano de siglos de antigüedad y que la política de los EE. UU. con respecto a Cuba está absurdamente impulsada por ambiciones personales, odios y rivalidades mezquinas de la comunidad cubano-estadounidense y a través del Estrecho de la Florida en lugar de obedecer a intereses nacionales. El autor insta al Presidente Obama a abandonar todos los esfuerzos en favor de un "cambio de régimen" en Cuba.
El libro se basa en la obra del célebre erudito cubano Fernando Ortiz y es una mina de oro en cuanto a la historia oscura y leyendas sobre Cuba, incluyendo las fotos de una carta escrita por un Fidel Castro de once años de edad al presidente Roosevelt pidiéndole diez dólares.

## Publicación
Cuba en una Encrucijada fue publicado el 23 de mayo de 2009. El libro obtuvo un derecho de autor por parte de la United States Copyright Office con el número de registro TX 7-205-995. Se puede descargar de forma gratuita en español  y también en inglés .
Daniel Bruno es también el autor del libro Por qué Obama ganará en 2008 y en 2012.